# Witschouderelfje
Het witschouderelfje (Malurus alboscapulatus) is een zangvogel uit de familie van de elfjes (Maluridae). De vogel is een endemische vogelsoort van Nieuw-Guinea.

## Beschrijving
Het mannetje is in de broedtijd glanzend zwart gekleurd met op de schouders een witte vlek. De poten, snavel en de ogen zijn donkerbruin tot zwart. De staart is korter van bij andere soorten elfjes. Het verenkleed van het vrouwtje verschilt naar regio. Er worden zes verschillende ondersoorten onderscheiden. Zo is het vrouwtje van het witschouderelfje in het Sepikgebied donkergrijs van boven en bijna wit van onder, met een schoudervlek, net als het mannetje. In het gebied ten zuiden van de Fly is het vrouwtje van boven bruinig, zonder schoudervlek en van onder wit.

## Verspreiding en leefgebied
Het witschouderelfje heeft een groot verspreidingsgebied door heel Nieuw-Guinea, zowel in West-Papoea (Indonesië) als in Papoea-Nieuw-Guinea en op het eiland Fergusson. Het is de enige soort elfje dat voorkomt in graslanden. Het is een van de meest voorkomende vogelsoorten in graslanden. Echter, het elfje heeft een verborgen leefwijze. De soort houdt zich op in dichte begroeid nat of droog grasland, savannes, valleien in de bergen, tuinen en moerassen op een hoogte van zeeniveau tot 1500 meter daarboven.
De soort telt zes ondersoorten:
- M. a. alboscapulatus: de Vogelkop in noordwestelijk Nieuw-Guinea.
- M. a. aida: van noordwestelijk tot noordelijk-centraal Nieuw-Guinea.
- M. a. lorentzi: zuidwestelijk Nieuw-Guinea.
- M. a. kutubu: zuidelijk-centraal Nieuw-Guinea.
- M. a. moretoni: zuidoostelijk Nieuw-Guinea.
- M. a. naimii: oostelijk Nieuw-Guinea.

## Status
De grootte van de populatie is niet gekwantificeerd maar de soort wordt omschreven als algemeen en wijdverspreid. Op de Rode lijst van de IUCN heeft deze soort de status niet bedreigd.